# Vestmotorvejen
De Vestmotorvejen (Nederlands: Westerautosnelweg) is een autosnelweg in Denemarken, die over het eiland Seeland van Køge naar Korsør loopt. Bij Køge sluit de Vestmotorvejen aan op de Køge Bugt Motorvejen richting Kopenhagen. Bij Korsør sluit de Vestmotorvejen aan op de Grote Beltbrug richting Odense op het eiland Funen.
De Vestmotorvejen is administratief bekend onder het nummer M20. Voor bewegwijzering wordt echter gebruikgemaakt van het E-nummer waarvan de Vestmotorvejen onderdeel is, de E20.

## Geschiedenis
Het eerste gedeelte van de Vestmotorvejen werd in 1957 opengesteld. Pas in 1993 werd het laatste gedeelte tussen Ringsted en Slagelse geopend, waarmee de bouw van de Vestmotorvejen klaar was.